# Fábio Camilo de Brito
Fábio Camilo de Brito, detto Nenê (San Paolo, 6 giugno 1975), è un ex calciatore brasiliano, di ruolo difensore.

## Caratteristiche tecniche
Gioca come difensore centrale.

## Carriera

### Club
Iniziò la carriera nelle giovanili del Clube Atlético Juventus di San Paolo del Brasile a 10 anni, debuttando nel Campeonato Brasileiro Série A 1996 con la maglia del Guarani; grazie alle buone prestazioni, venne acquistato dallo Sporting Lisbona per disputare il campionato portoghese di calcio, nel quale Nenê giocò 4 partite. Nel 1998 tornò in Brasile, all'Esporte Clube Bahia, e nel 1999 si trasferì al Corinthians dove fu uno dei migliori difensori, segnando ben 5 reti in 24 partite; nel 2000 passò quindi al Grêmio, con il quale vinse la Copa do Brasil.
Le buone prestazioni in patria gli permisero di avere una seconda possibilità in Europa, all'Hertha Berlino, dove però non brillò e a fine stagione fu congedato. Nel 2004 ha raggiunto vari altri calciatori brasiliani nella J League giapponese, rimanendo fino al 2007 con gli Urawa Red Diamonds. Nel 2008 è tornato nuovamente in Brasile, al Coritiba Foot Ball Club.

### Nazionale
Ha giocato per la Nazionale di calcio del Brasile durante la Coppa Mercosur e i Giochi panamericani, totalizzando 5 presenze.

## Palmarès

### Club

#### Competizioni statali
- Campionato Baiano: 2

Bahia: 1998
Vitória: 2004
- Campionato paulista: 1

Corinthians: 1999
- Campionato Gaúcho: 1

Grêmio: 2000
- Campionato Paranaense: 1

Coritiba: 2008

#### Competizioni nazionali
- Campionato brasiliano: 1

Corinthians: 1999
- Coppa del Brasile: 1

Grêmio: 2001
- Coppa di Lega tedesca: 1

Hertha Berlino: 2003
- Coppa del Giappone: 2

Urawa Red Diamonds: 2005, 2006
- Campionato giapponese: 1

Urawa Red Diamonds: 2006

#### Competizioni internazionali
- AFC Champions League: 1

Urawa Red Diamonds: 2007